# Let's Get Back to Bed – Boy!
"Let's Get Back to Bed – Boy!" este un cântec al cântăreței germane Sarah Connor, scris și produs în colaborare cu duo-ul Rob Tyger și Kay Denar, și interpretat împreună cu cântărețul R&B american TQ.

## Lista pieselor
European CD single
1. "Let's Get Back to Bed – Boy!" (Radio/Video Klimax) – 3:57
2. "Let's Get Back to Bed – Boy!" (Club RMX Radio 4Play) – 3:58

European CD maxi single
1. "Let's Get Back to Bed – Boy!" (Radio/Video Klimax) – 3:57
2. "Let's Get Back to Bed – Boy!" (Club RMX Radio 4Play) – 3:58
3. "Let's Get Back to Bed – Boy!" (Sly's Dub RMX Chill Out) – 4:17
4. "Let's Get Back to Bed – Boy!" (Club RMX Main Part) – 5:25

## Clasamente

### Clasamente săptămânale
| Clasament (2001)                     | Poziție |
| ------------------------------------ | ------- |
| Austria (Ö3 Austria Top 40)          | 5       |
| Belgia (Ultratop 50 Flanders)        | 31      |
| Germania (Media Control Charts)      | 2       |
| Norvegia (VG-lista)                  | 18      |
| Elveția (Schweizer Hitparade)        | 9       |
| UK Singles (Official Charts Company) | 16      |
| Clasament (2002)                     | Poziție |
| Franța (SNEP)                        | 50      |

### Certificări
| Țară     | Certificări |
| -------- | ----------- |
| Austria  | Aur         |
| Germania | Aur         |